# 植物人間 (架空の生物)
植物人間（しょくぶつにんげん）とは、SF作品などに登場する架空の存在である。植物と共通する体構造や特徴を持つヒューマノイド型の生命体で、植物から進化した生命体として描かれることが多い。「人間植物」と呼ばれる場合もある。
大きな特徴は2つあり、
1. 頭部や四肢を備えており、シルエットが人間に近い
2. 自律行動をする（知性のある場合と、本能的な行動の場合の2種類に分類される）

となっているが、1については必ずしも人間の体型に近い場合ではない（非人間型を参照）。2については、例えば『ウルトラマン』のケロニアは植物人間に分類されるが、怪奇植物 スフランは植物人間とは見なされていない。これは、単に「蔓が延びる」などの場合や、実在の植物にも見られる行動（種子が飛ぶ、ひっつき虫のように実を動物にくっつけるなど）が除外されるからである。

## 主な事例
人間型と非人間型に大別できる。

### 人間型
マゾーン
松本零士の漫画（1977年-1979年）およびテレビアニメ（1978年-1979年）『宇宙海賊キャプテンハーロック』に登場。
見た目は美女で、人間（地球人）と見分けがつかない異星人である（緑系や青系に近い体色の者もいる）。複数が登場する。

#### 頭部が違うタイプ
四肢があり、シルエットは人類に近いが、頭部が明らかに人間とは異なっているもの。
ゴドメス星人
円谷プロダクションの特撮テレビドラマ『恐竜戦隊コセイドン』（1978年-1979年）に、第1話から第28話まで登場。
宇宙を股にかける侵略者で、知性を持っている。人類に近い体型であるが、顔は明らかに違うタイプで、下級構成員はほとんど喋ることがない。また、死亡してもクローン化で蘇る、300年から400年生きるなど、人類とかけ離れた存在である。複数が登場する。

#### 変身型
本体は人間と異なる外見だが、変身能力を持つタイプ。
吸血植物 ケロニア
円谷プロのテレビ特撮番組『ウルトラマン』（1966年-1967年）第31話「来たのは誰だ」に登場。
人類そっくりに化けることが可能で、高い知性と文明を持ち会話も可能であるが、本体は緑色で顔も人間とは違っている。目から怪光線を放ち、50メートルに巨大化できる能力も持っている。
生物X ワイアール星人
円谷プロのテレビ特撮番組『ウルトラセブン』（1967年-1968年）第2話「緑の恐怖」に登場。
ワイアール星出身の植物宇宙人。緑の蔦が絡み合ったような身体に高度な知能を持つ。
自身に変身能力は無いが、拉致した地球人の身体情報を電子頭脳を仲介して受信する事で地球人の姿に擬態し、夜な夜な元の姿に戻っては人々を襲い同族化していた。電子頭脳を破壊された事で正体を現し、巨大化してセブンと対決した。
ポイズン・アイビー（1966年-現在進行中）
アメリカン・コミックス『バットマン』などに登場する女性ヴィラン（悪役）。アイビー自身は人間がベースだが、彼女の作り出した植物は自律行動をするものがいる。
ほとんどの場合は非人間型であるが、テレビアニメ『バットマン』（1990年代）の「地獄のスイート・ホーム」に登場したタイプは、人間そっくりに化けることができた。

### 非人間型
一目で「人間ではない」と判別できるタイプ。足が3本あるなど、体型が著しく異なっている。
植物人間
アメリカの作家エドガー・ライス・バローズのSF小説『火星の女神イサス』（1913年）に登場。
火星のドール谷に住む種族。身長は3メートルから4メートル。2メートルほどの尾がついており、先端は薄い刃のようで、戦闘の際に使用する。腕は短く、ゾウの鼻のようになっている。全身は青色系だが、見る者に薄気味悪い印象を与える色合いである。目は単眼で、顔から飛び出している。頭部以外は毛がない。髪は長さ20センチメートルから30センチメートルほどで、太さが大きなミミズぐらいあり、自在に動いている。胴体や脚のほとんどは人間に似ているが、踝から爪先までは1メートルほどの長さになっている。鼻の穴は円形だが歪んだ形で、顔の中央にある。口は頭部にはなく両手にあり、撫でるような仕草で植物を取り込む。カミソリのような鋭い爪がある。移動の際はカンガルーのように跳ね、一度に8メートルから9メートルも跳躍する。群れで行動し、リーダーが統率している。人間（火星人）を襲うほど獰猛である。
火星の伝説によれば、火星で初めて生まれた動物がこの植物人間とされる。
トリフィド
イギリスの作家ジョン・ウィンダムのSF小説『トリフィド時代』（1951年）に登場。
3本足（元は根であった部分）で移動する。トリフィド同士で意思の疎通はある模様だが、文化・文明と呼べるほどのものはない。良質な植物油が採れるので栽培していた物が野生化し、肉食なので人類の脅威となった（ほとんどの人類は物語冒頭で盲目化しているため、トリフィドは危険な存在となっている）。漏斗型の頭頂部から一本の蔓が生えて、これが伸びて鞭のような武器となる。この蔓を切除することで人類はトリフィドを家畜化していた。
同作を映画化した『人類SOS!』（1962年）にも登場するが、こちらは宇宙から来たという設定になっており、退治法も見つかっている。
人間植物リリー
藤子・F・不二雄の漫画『キテレツ大百科』（1974年-1977年）第23話「人間植物リリー」（初出は『こどもの光』1976年2月号）に登場。
会話能力を持っている。

## 伝説・神話での類型
マンドラゴラ
マンドラゴラ（Mandragora）、またはマンドレイク（Mandrake）とも呼称される。根が二股になっており、歩き回ることができる。醜い顔をもち、聞いた者を即死させる叫び声をあげる。
アルラウネ
マンドレイクの亜種としてドイツにアルラウネ（Alraune）がある。断頭台の露と消えた罪人の血を吸って生長する植物。また、絞首刑になった男の精液から生じるという伝承がある。水木しげるの『妖花アラウネ』などの創作作品、『ソードワールドRPG』などのテーブルトークRPGなどでは美少女型に成長した個体が登場することも多い（外見は少女その物だが、植物なので怪我をしても出血せず、赤い樹液が代わりに流れる）。元になった人間の血から、姿なのみならず性格までコピーする個体も存在する（『新ソード・ワールドRPGリプレイ』に登場する「チビーナ」「プチーナ」「ロリーナ」ら三姉妹など）。